# Ahmed Zemouri
Pour les articles homonymes, voir Zemouri.
Ahmed Zemouri, né le 8 avril 1993 à Besançon, est un karatéka français.
Il remporte une médaille de bronze en kata par équipe aux Championnats d'Europe de karaté 2015 et  une médaille d'argent en kata par équipe aux Championnats du monde de karaté 2016 et aux Championnats d'Europe de karaté 2017.